# Romain Winding
Romain Winding est un directeur de la photographie français né le 25 décembre 1951 à Boulogne-Billancourt et mort le 20 juillet 2023 à Chambonas,.

## Filmographie partielle
- 1988 : De bruit et de fureur de Jean-Claude Brisseau
- 1989 : Noce blanche de Jean-Claude Brisseau
- 1990 : La Discrète de Christian Vincent
- 1992 : Le Cahier volé de Christine Lipinska
- 1993 : Lettre pour L... de Romain Goupil
- 1994 : L'Ange noir  de Jean-Claude Brisseau
- 1999 : Belle Maman de Gabriel Aghion
- 1999 : Pas de scandale de Benoît Jacquot
- 2000 : On n'a qu'une vie de Jacques Deray (téléfilm)
- 2002 : Un moment de bonheur de Antoine Santana
- 2004 : Le Cou de la girafe de Safy Nebbou
- 2006 : La Fille du juge de William Karel
- 2009 : Atelier jardin, de Benoît Jacquot (court métrage)
- 2010 : Je vous aime très beaucoup de Philippe Locquet
- 2011 : Le Cochon de Gaza de Sylvain Estibal
- 2012 : Les Adieux à la reine de Benoît Jacquot
- 2012 : Cherchez Hortense de Pascal Bonitzer
- 2013 : Joséphine d'Agnès Obadia
- 2014 : Supercondriaque de Dany Boon
- 2014 : La Famille Bélier d'Éric Lartigau
- 2015 : Journal d'une femme de chambre de Benoît Jacquot

## Récompense
- 2013 : César de la meilleure photographie pour Les Adieux à la reine[3]